# Galerie Daniel Templon
Pour les articles homonymes, voir Templon (homonymie).
La galerie TEMPLON, est une galerie d'art contemporain fondée par Daniel Templon, né en 1945, galeriste et marchand d'art français spécialisé dans l'art contemporain.

## Biographie de Daniel Templon
À 21 ans, Daniel Templon ouvre, en 1966, sa première galerie parisienne rue Bonaparte. Il se fait alors connaître par l'exposition d'artistes français d'avant-garde, tels que Christian Boltanski, Martin Barré, Ben, et quelques noms étrangers importants comme Carl Andre, Donald Judd, Dan Flavin ou Sol LeWitt.

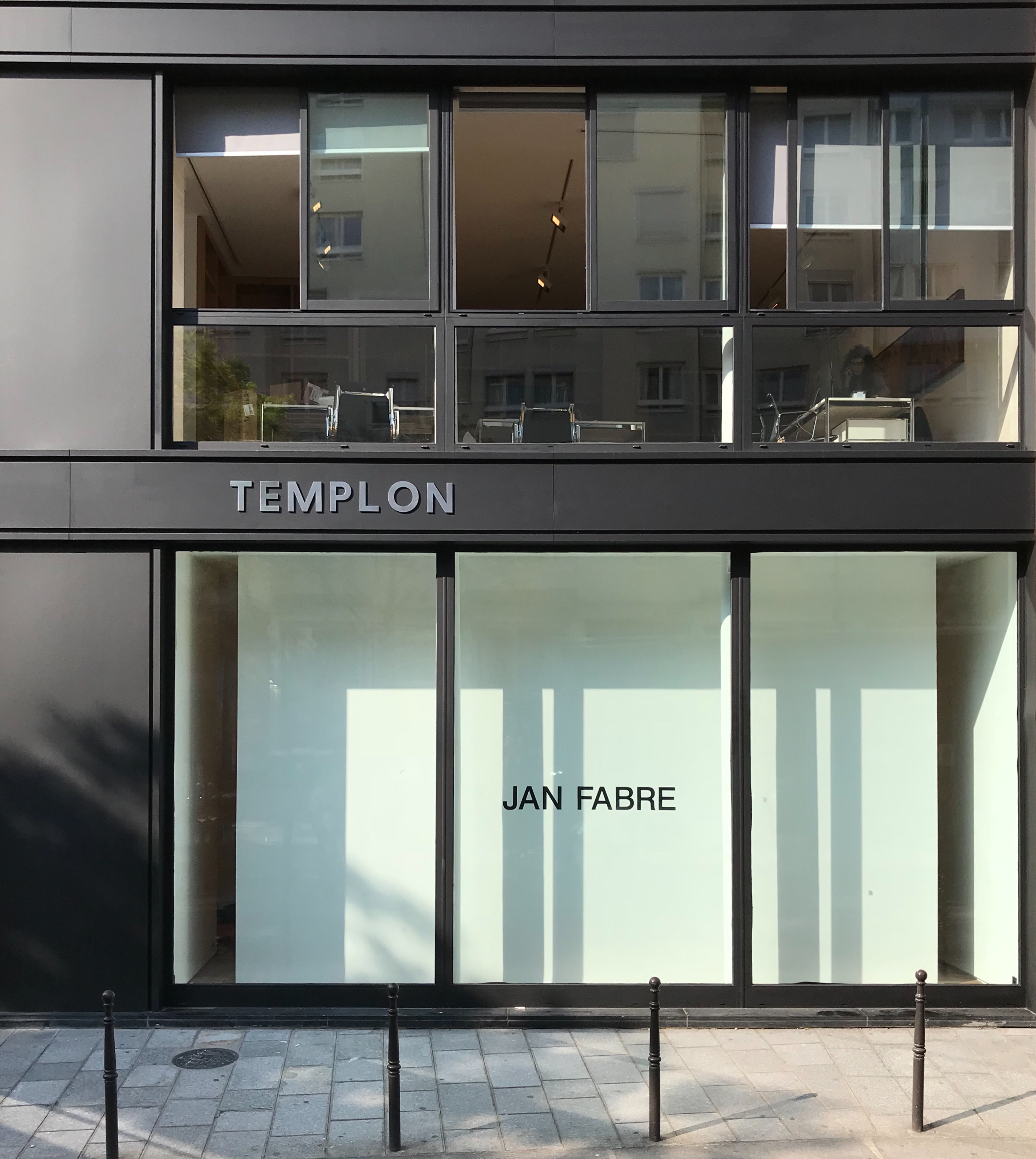
Entrée de la galerie Templon, rue du Grenier Saint-Lazare.

Il fonde en 1972 avec sa compagne d'alors Catherine Millet le magazine d'art contemporain de référence art press. Cette même année, Daniel Templon déménage sa galerie au 30 rue Beaubourg.
Grand ami du célèbre marchand new-yorkais Leo Castelli, il collabore activement avec lui pour la promotion d'artistes américains en Europe.
Daniel Templon a fait découvrir au public français de nombreux artistes aujourd'hui entrés dans l'histoire de l'art tels que Jake et Dinos Chapman, Sandro Chia, Francesco Clemente, Jörg Immendorff, Ellsworth Kelly, Wilhem de Kooning, Keith Haring, Roy Lichtenstein, Wolf Vostell, Helmut Newton, Richard Serra et Andy Warhol. Il a également représenté de nombreux artistes français et européens tels que Arman, Daniel Buren, Jean-Marc Bustamante, Jean Le Gac ou Jaume Plensa.
En 1995, il est l'un des membres fondateurs de l'ADIAF (Association pour la diffusion de l'art français) regroupant un groupe de collectionneurs qui organise le prix Marcel-Duchamp.
Depuis les années 1990, il est le compagnon de la galeriste française Nathalie Obadia. Il est fait chevalier de la Légion d'honneur en 2007 et promu au grade d'officier en 2020.

## Histoire de la galerie
Fondée en 1966, la galerie Daniel Templon s'ouvre d'abord au sous-sol d'un antiquaire. Deux ans plus tard, elle s'établit également au rez-de-chaussée. Les toutes premières expositions sont consacrées à des artistes dans la mouvance de l'école de Paris, mais rapidement les choix se font plus audacieux avec des expositions de Bernard Rancillac, Michel Journiac, Martin Barré ou Ben. Dès 1970, la galerie s'associe au développement de l'art conceptuel et du minimalisme, avec des expositions de Joseph Kosuth, Carl Andre, Donald Judd et Sol Lewitt. La galerie offre sa toute première exposition à Christian Boltanski. L'artiste Bernar Venet est également un des premiers proches compagnons de route de Daniel Templon. Il expose régulièrement de 1970 à 1991.
De 1972 à 1974, la galerie ouvre un second lieu à Milan. Elle expose l'avant-garde italienne et les Français de Support-Surface dont Claude Viallat, et d'autres artistes tels que Jean Le Gac.
Dans les années 1980, avec son espace en loft, la galerie, avec celle du marchand Yvon Lambert, devient une des références de l'art contemporain.
En 1986, Daniel Templon lance le magazine Artstudio et ouvre de 1989 à 1993 une fondation d'art à Fréjus.
De 1991 à 1993, la galerie s'installe avenue Marceau mais la forte crise que traverse le marché de l'art durant ces années la pousse à revenir dans le Marais, dans les locaux initiaux au loyer bien moins élevé.
Au-delà de sa longue liste d'artistes, la galerie est connue pour être un vivier de talents et de nombreux collaborateurs de la galerie ont poursuivi une carrière dans le milieu artistique : Jennifer Flay, directrice de la  FIAC, Jérôme Sans ancien directeur du  Palais de Tokyo, les galeristes Nathalie Obadia et Fabienne Leclerc, ou Romane Sarfati conseillère de l'ancienne ministre de la Culture Aurélie Filippetti.
En 2007, la galerie ouvre un second espace, impasse Beaubourg, dans le 3e arrondissement de Paris.
En 2009 l'artiste Kehinde Wiley repéré par Daniel Templon fait ses débuts en France.
En 2013, Daniel Templon ouvre une nouvelle galerie à Bruxelles, dans le quartier de Saint Gilles, rue Veydt.
En 2016, la galerie célèbre ses 50 ans, avec la publication d'un ouvrage retraçant l'ensemble des expositions depuis 1966. Pour chaque exposition, une critique ou un article de l'époque est reproduit. Cet anniversaire est salué par la presse et Daniel Templon est interviewé par plusieurs médias nationaux et internationaux,,,,,.
En 2017, Daniel Templon annonce l'ouverture prochaine d'un second espace dans le quartier de Beaubourg à Paris. Ce nouvel espace, situé 5 rue du Grenier-Saint-Lazare, ouvre en mai 2018 avec une exposition consacrée à l'artiste belge Jan Fabre.
La galerie expose régulièrement, depuis 1974, à la FIAC, depuis 1978 à Art Basel et participe à de nombreuses autres foires d'art contemporain, comme par exemple Art Paris.

### Direction
Depuis 2002, la galerie est dirigée par une ancienne élève de Sciences Po et d’HEC, Anne-Claudie Coric.

## Artistes exposés depuis 1966 (sélection)
- Carl Andre, 1972, 1980, 1983, 1987, 1989
- Arman, 1974, 2000, 2011, 2016
- Martin Barré, 1969, 1970, 1973, 1974, 1989
- Jean-Michel Basquiat, janvier 1987
- Christian Boltanski, 1970
- George Brecht, 1972
- Daniel Buren, février 1985, décembre 1988
- Louis Cane, 1971
- César, 1970, 1979, 1996
- Jake and Dinos Chapman, 1998
- Francesco Clemente, 1980, 1982, 1991, 1996, 2016
- George Condo, 1990, 1996
- Gregory Crewdson, 2005, 2009, 2016
- Richard Deacon, 2005
- Olivier Debré, 1979
- William Eggleston, 1978, 2003
- Eric Fischl, 1994, 1997, 1999, 2009
- Dan Flavin, 1972, 1978, 1984, 1987
- Patrice Giorda, 1982,1984, 1989
- Pierre Graziani, 1967
- Keith Haring, 1986
- Peter Halley, 1986, 1999
- Jörg Immendorff, 1982, 1989, 1993
- Alain Jacquet, 1996, 2002
- Michel Journiac, 1969
- Donald Judd, 1972, 1973, 1975, 1978, 1980, 1987, 1988
- Alex Katz, 1988
- Mike Kelley, 2002
- Pierre Klossowski, 1982
- Willem de Kooning, 1977, 1984
- Joseph Kosuth, 1970, novembre 1970, 1974
- Guillermo Kuitca, 2007
- Yayoi Kusama, 2005
- Jasper Johns, 1987
- Claude et François-Xavier Lalanne, 1985, 1987
- Jean Le Gac, 1970, 1972, 1973, 1974, 1975, 1976, 1979, 1981, 1983, 1985, 1987, 1988, 1990, 1992, 1995, 1996, 1998, 2004
- Sol LeWitt, 1972, 1984, 1987
- Roy Lichtenstein, 1979, 1983, 1988, 1991
- Robert Mapplethorpe, 1985
- Manfred Mohr, 1968
- Malcolm Morley, 1997
- Robert Morris, 1972, 1983, 1988
- Bruce Nauman, 1980, 2002
- Helmut Newton, 1981, 1987, 2003
- Kenneth Noland, 1973, 1976
- Jules Olitski, 1978, 1980, 1984, 2015, 2019
- Jaume Plensa, 1995, 1998, 1999
- Pierre et Gilles, 2018, 2020
- Bernard Rancillac, 1969
- Robert Rauschenberg, 1979, 1985, 1995
- David Salle, 1985, 1992
- George Segal, 1979, 2017
- Julian Schnabel, 1980, 1983, 1995, 2017
- Joel Shapiro, 1986, 1988, 2001, 2004, 2009, 2012
- Richard Serra, 1977
- Frank Stella, 1974, 1975, 1981, 1988, 1991, 2002, 2005
- Hiroshi Sugimoto, 2004, 2007
- Michel Tyszblat, 1966, 1967, 1968
- Jaume Plensa, 1995, 1998, 1999
- Bernar Venet, 1970, 1971,1974, 1975, 1977, 1978, 1979, 1988, 1992
- Wolf Vostell, 1971
- Andy Warhol, 1977, 1978, 1979, 1980, 1982
- Lawrence Weiner, 1984, 1987, 1989
- Yue Minjun, 2013

## Artistes représentés
- Franz Ackermann
- Jean-Michel Alberola
- Valerio Adami
- Arman
- Omar Ba
- Ben
- Abdelkader Benchamma
- Norbert Bisky
- Anthony Caro
- James Casebere
- Philippe Cognée
- Gregory Crewdson
- Daniel Dezeuze
- Jim Dine
- Anju Dodiya
- Atul Dodiya
- Jan Fabre
- Gérard Garouste
- Jitish Kallat
- David LaChapelle
- Jonathan Meese
- Iván Navarro
- Prune Nourry
- Philip Pearlstein
- Pierre et Gilles
- Juliao Sarmento
- Joel Shapiro
- Chiharu Shiota
- Tunga
- Jeanne Vicérial
- Claude Viallat
- Kehinde Wiley
- Billie Zangewa
- François Rouan